# Pieter Cornelis Johannes van Brero
Pieter Cornelis Johannes van Brero (ur. 2 września 1860 w Surabai, zm. 18 listopada 1934 w Wassenaar) – holenderski lekarz psychiatra, autor prac dotyczących medycyny tropikalnej i psychiatrii. Jako pierwszy przedstawił opis koro.
Po studiach w Amsterdamie i Utrechcie został doktorem medycyny (25 czerwca 1887). Następnie praktykował w Holenderskich Indiach Wschodnich, w Buitenzorgu i Lawang. W 1912 przeszedł na emeryturę.

## Wybrane prace
- Nephrectomia transperitonealis bij een wandelnier, 1890
- Circulaire stupor met chorea bij een kind, 1894
- Malformation des organes génitaux, infantilisme et feminisme chez un épileptique. Nouvelle Iconographie de la Salpêtrière, 1895
- La terminaison corticale du faisceau latéral pédonculaire (faisceau de Turck). Nouvelle Iconographie de la Salpêtrière 9, 1896
- Einiges über die Geisteskrankheiten der Bevölkerung des malaiischen Archipels: Beiträge zur vergleichenden Rassenpsychopathologie, 1896
- Dementia paralytica in Nederlandsch Oost-Indië. Psychiatrische en neurologische bladen 3, 1899
- The construction of asylums in tropical countries, 1901
- Circuläres Irresein mit choreiformen Bewegungen bei einem Kinde. 1901/1902
- Die Nerven-und Geisteskrankheiten in den Tropen W: Handbuch der Tropenkrankheiten. Hrsg. von Dr. Carl Mense. Leipzig : Johann Ambrosius Barth, 1905